# ChAI-30
Bei der ChAI-30 (russisch ХАИ-30 Профессор Неман) handelt es sich um ein zweimotoriges, zweisitziges  Sportflugboot, das 1977 erstmals geflogen wurde. Es wurde am Luftfahrtinstitut Charkow (heute Charkiw) von Studenten entwickelt und trug zu Ehren von Iossif Grigorjewitsch Neman den Namen Professor Neman.

## Aufbau
Der Mitteldecker besitzt zwei Stützschwimmer und ein T-Leitwerk. Die beiden Insassen sitzen nebeneinander. Die Triebwerke (2 × 2-Zylinder-Boxermotoren) treiben 2-Blatt-Propeller an und sind an Auslegern rechts und links hinter dem Cockpit montiert. Es wurde nur ein Flugzeug hergestellt.

## Technische Daten
| Kenngröße             | Daten                         |
| --------------------- | ----------------------------- |
| Besatzung             | 2                             |
| Länge                 | 7,22 m                        |
| Spannweite            | 9 m                           |
| Flügelfläche          | 13,97 m²                      |
| Flügelstreckung       | 5,8                           |
| Leermasse             | 403 kg                        |
| max. Startmasse       | 585 kg                        |
| Höchstgeschwindigkeit | 125 km/h                      |
| Reichweite            | 150 km                        |
| Triebwerke            | 2 luftgekühlte Vulkan-Motoren |
| Leistung              | je 29 kW (ca. 40 PS)          |